# Dipoena
Dipoena es un género de arañas de la familia Theridiidae, orden Araneae. Fue descrito por el sueco Tord Tamerlan Teodor Thorell en 1869.

## Especies
- D. abdita Gertsch & Mulaik, 1936
- D. aculeata (Hickman, 1951)
- D. adunca Tso, Zhu & Zhang, 2005
- D. ahenea (Dyal, 1935)
- D. anahuas Levi, 1963
- D. anas Levi, 1963
- D. appalachia Levi, 1953
- D. arborea Zhang & Zhang, 2011
- D. atlantica Chickering, 1943
- D. augara Levi, 1963
- D. austera Simon, 1908
- D. banksi Chickering, 1943
- D. bellingeri Levi, 1963
- D. beni Levi, 1963
- D. bernardino Levi, 1963
- D. bifida Zhang & Zhang, 2011
- D. bimini Levi, 1963
- D. bodjensis (Simon, 1885)
- D. bonitensis Rodrigues, 2013
- D. boquete Levi, 1963
- D. braccata (C. L. Koch, 1841)
- D. bristowei Caporiacco, 1949
- D. bryantae Chickering, 1943
- D. buccalis Keyserling, 1886
- D. calvata Gao & Li, 2014
- D. cartagena Sedgwick, 1973
- D. cathedralis Levi, 1953
- D. chathami Levi, 1953
- D. chickeringi Levi, 1953
- D. chillana Levi, 1963
- D. cidae Rodrigues, 2013
- D. complexa Gao & Li, 2014
- D. cordiformis Keyserling, 1886
- D. cornuta Chickering, 1943
- D. croatica (Chyzer, 1894)
- D. crocea (O. Pickard-Cambridge, 1896)
- D. destricta Simon, 1903
- D. dominicana Wunderlich, 1986
- D. dorsata Muma, 1944
- D. duodecimpunctata Chickering, 1943
- D. eatoni Chickering, 1943
- D. ericae Rodrigues, 2013
- D. erythropus (Simon, 1881)
- D. esra Levi, 1963
- D. flavomaculata (Keyserling, 1891)
- D. foliata Keyserling, 1886
- D. fornicata Thorell, 1895
- D. fortunata Levi, 1953
- D. fozdoiguacuensis Rodrigues, 2013
- D. galilaea Levy & Amitai, 1981
- D. glomerabilis Simon, 1909
- D. grammata Simon, 1903
- D. granulata (Keyserling, 1886)
- D. guaraquecaba Rodrigues, 2013
- D. gui Zhu, 1998
- D. hasra Roberts, 1983
- D. hortoni Chickering, 1943
- D. hui Zhu, 1998
- D. insulana Chickering, 1943
- D. ira Levi, 1963
- D. isthmia Chickering, 1943
- D. josephus Levi, 1953
- D. keumunensis Paik, 1996
- D. keyserlingi Levi, 1963
- D. kuyuwini Levi, 1963
- D. lana Levi, 1953
- D. latifrons Denis, 1951
- D. lesnei Simon, 1899
- D. leveillei (Simon, 1885)
- D. liguanea Levi, 1963
- D. lindholmi (Strand, 1910)
- D. linzhiensis Hu, 2001
- D. longiducta Zhang & Zhang, 2011
- D. longiventris (Simon, 1905)
- D. lugens (O. Pickard-Cambridge, 1909)
- D. luisi Levi, 1953
- D. malkini Levi, 1953
- D. meckeli Simon, 1898
- D. melanogaster (C. L. Koch, 1837)
- D. membranula Zhang & Zhang, 2011
- D. mendoza Levi, 1967
- D. mertoni Levi, 1963
- D. militaris Chickering, 1943
- D. mitifica Simon, 1899
- D. mollis (Simon, 1903)
- D. neotoma Levi, 1953
- D. nigra (Emerton, 1882)
- D. nigroreticulata (Simon, 1880)
- D. nipponica Yoshida, 2002
- D. niteroi Levi, 1963
- D. notata Dyal, 1935
- D. obscura Keyserling, 1891
- D. ocosingo Levi, 1953
- D. ohigginsi Levi, 1963
- D. olivenca Levi, 1963
- D. opana Levi, 1963
- D. origanata Levi, 1953
- D. orvillei Chickering, 1943
- D. pacifica Chickering, 1943
- D. pacificana Berland, 1938
- D. pallisteri Levi, 1963
- D. parki Chickering, 1943
- D. pelorosa Zhu, 1998
- D. peregregia Simon, 1909
- D. perimenta Levi, 1963
- D. peruensis Levi, 1963
- D. petrunkevitchi Roewer, 1942
- D. picta (Thorell, 1890)
- D. plaumanni Levi, 1963
- D. polita (Mello-Leitão, 1947)
- D. praecelsa Simon, 1914
- D. pristea Roberts, 1983
- D. proterva Chickering, 1943
- D. provalis Levi, 1953
- D. puertoricensis Levi, 1963
- D. pulicaria (Thorell, 1890)
- D. pumicata (Keyserling, 1886)
- D. punctisparsa Yaginuma, 1967
- D. pusilla (Keyserling, 1886)
- D. quadricuspis Caporiacco, 1949
- D. redunca Zhu, 1998
- D. ripa Zhu, 1998
- D. rita Levi, 1953
- D. rubella (Keyserling, 1884)
- D. santacatarinae Levi, 1963
- D. santaritadopassaquatrensis Rodrigues, 2013
- D. scabella Simon, 1903
- D. seclusa Chickering, 1948
- D. sedilloti (Simon, 1885)
- D. semicana Simon, 1909
- D. seminigra Simon, 1909
- D. sericata (Simon, 1880)
- D. sertata (Simon, 1895)
- D. setosa (Hickman, 1951)
- D. shortiducta Zhang & Zhang, 2011
- D. signifera Simon, 1909
- D. silvicola Miller, 1970
- D. standleyi Levi, 1963
- D. subflavida Thorell, 1895
- D. submustelina Zhu, 1998
- D. sulfurica Levi, 1953
- D. taeniatipes Keyserling, 1891
- D. tecoja Levi, 1953
- D. tingo Levi, 1963
- D. tiro Levi, 1963
- D. torva (Thorell, 1875)
- D. transversisulcata Strand, 1908
- D. trinidensis Levi, 1963
- D. tropica Chickering, 1943
- D. tuldokguhitanea Barrion & Litsinger, 1995
- D. turriceps (Schenkel, 1936)
- D. umbratilis (Simon, 1873)
- D. variabilis (Keyserling, 1886)
- D. venusta Chickering, 1948
- D. wangi Zhu, 1998
- D. washougalia Levi, 1953
- D. waspucensis Levi, 1963
- D. woytkowskii Levi, 1963
- D. xanthopus Simon, 1914
- D. yutian Hu & Wu, 1989
- D. zeteki Chickering, 1943
- D. zhangi Yin, 2012